# Zrinski Brđani
Zrinski Brđani – wieś w Chorwacji, w żupanii sisacko-moslawińskiej, w gminie Dvor. W 2011 roku liczyła 63 mieszkańców.